# Парки Австралии
Парки Австралии — федеральное агентство Австралии, которое находится под руководством министерства окружающей среды.

## Устройство
Федеральное агентство было образовано в 1999 году в рамках акта о защите окружающей среды и сохранения биоразнообразия. Основной задачей структуры является управление природоохранными зонами. Парки Австралии занимаются управлением австралийского национального ботанического сада, австралийской сети морских заповедников, а также национальных парков страны.
Руководит агентством директор национальных парков. Директором национальных парков с октября 1999 года является Питер Кохрейн.

## Австралийский национальный ботанический сад
Национальный ботанический сад Австралии представляет растительный мир Австралии. Коллекция включает 78 тысяч видов растений, что составляет около трети всех видов представленных в стране. Создание ботанического сада было предложено ещё в 1930 году, а первое официальное дерево было посажено премьер-министром страны Беном Чифли в 1949 году. Сейчас общая площадь составляет 90 гектаров, 40 из которых представляют тематические сады. По территории проложено более 120 км пешеходных маршрутов.

## Австралийская сеть морских заповедников
В 1998 году было начато создание национальной сети морских природоохранных зон. Сейчас общая площадь охраняемых акваторий превысила 3,1 млн км². 13 заповедников находятся под управлением агентства Парки Австралии, в то время как остальные управляются соответствующими агентствами штатов и территорий Австралии.

## Национальные парки
В Австралии создано более 500 национальных парков общей площадью 28 миллионов гектаров, что составляет около 4 % территории страны. Ещё шесть процентов территории находятся под защитой других охраняемых территорий. По данным Australian Geographics национальная сеть природоохранных зон включает 9300 различных объектов, что составляет 13 % территории страны, также приводится информация о 71,9 млн км² охраняемых территорий и о планах по увеличению этого числа на 25 млн в 2013 году.
В основном национальные парки управляются агентствами штатов и территорий Австралии. Шесть национальных парков находится в ведении федерального агентства Парки Австралии: Будери, национальный парк острова Рождества, Какаду, национальный парк острова Норфолк, Норт-Килинг, Улуру-Ката Тьюта. 
На территории штатов управление находится в руках следующих структур:
- Парки Виктории
- Служба управления национальными парками и диким миром Нового Южного Уэльса
- Министерство национальных парков, отдыха, спорта и гонок Квинсленда
- Служба управления парками и диким миром Тасмании
- Служба управления парками и диким миром Северной территории
- Национальные парки Южной Австралии
- Министерство парков и дикого мира Западной Австралии
- Парки и заповедники столичного региона